# ベレッタM1915
ベレッタM1915（Beretta M1915）は、1915年にイタリアのベレッタ社が初めて開発した自動式拳銃である。

## 概要
イタリア軍は1910年にセミ・オートマチックピストルとして、自国産のグリセンティ・オートマチック（後のグリセンティM1910）を正式採用していた。しかし、1905年から本隊にさきがけて国境警備隊で使用され始めたグリセンティ・オートマチックの評判は芳しくなかった（詳細はグリセンティM1910を参照）。さらに第一次世界大戦が始まるとグリセンティは供給不足に陥ったため、急遽開発されたのが本銃である。
軍の要請もあり、ベレッタ社は銃不足の解消のため、商売上の関係のあったスペインからビクトリア・セミオートマチックという銃を輸入し、軍に納入を試みた。しかし、ビクトリア・セミオートマチックは出来が悪くグリセンティの替わりにすらならないことがわかり、ベレッタ社は拳銃の自力開発・生産を決定する。だが、ベレッタ社は老舗の銃器メーカーであったとはいえ、当時狩猟用ショットガンを製造していたため、拳銃製作のノウハウはほとんどなかった。そこでジョン・ブローニングの拳銃をベースとして要求された水準のものを短時間で作り出そうとした結果、生まれたのが本銃であった。設計は社の技師トゥーリオ・マレンゴーニ(Tullio Marengoni)による。口径は9mmであり、弱装弾の9mmグリセンティを用いる。ハンマー内蔵式のストレートブローバックであり、大型のスライドを持っていたため、グリセンティで問題になっていた構造の脆弱性は解消されていた。トリガーシアーがマガジンを覆う環状な部品であるなど、随所にブローニングの影響が見て取れる。本銃がイタリア軍に制式採用となった後、ベレッタはイタリアの代表的拳銃メーカーとなる（詳細はベレッタM1934を参照）。
独自な工夫は外観に集中しており、スライドの前部1/3ほどを切り欠いている、いわゆるベレッタ・スタイルは本銃から始まった。しかし、この設計は意図不明でもあった。ワルサーP38のようにスライドの切り欠きは排莢口としてあけられることが多いはずだが、本銃では別に排莢口が開けられている（後のモデルでは一体化）。また、フロントサイトはバレルに直づけされており、スライド先端はスリット状になってフロントサイトを挟み込む形になっている。スライド前端が閉じられていない点も、強度不足を招きかねない設計である。9mmパラベラム弾との兼ね合いも推測されるが、詳細は不明である。セイフティレバーはフレーム左側とフレーム後端の二個所に設けられた。前者は引き金を固定する一般的なもので、スライドのホールドオープンキャッチを兼ねた。本銃に特徴的な後者は、引き起こされた内蔵ハンマーを固定することが目的だった。コマーシャルモデルや.25口径モデルでは後部セイフティが廃され、前部セイフティだけになっている。

## バリエーション
ベレッタM1915/17
民間に市販されたコマーシャルモデル。先述の後部セフティが廃されたモデルである。
ベレッタM1919
M1915を.25口径にして小型化したタイプ。ブローニング・ベビーやコルト・ベスト・ポケットの大ヒットに影響されたと思われる。撃発をストライカー方式に変えグリップセフティを追加した模様。
初期のジェームズ・ボンドが使用したがこちらはあまりセールス的に成功しなかったようだ。EVE burst errorにて、法条まりなが愛用。
ベレッタM1922
先述の欠点とも思われる排莢口とスライドの切り欠きを一体化、フロントサイトもスライドに取り付けられたタイプ。この銃でベレッタ・スタイルが真に完成したと言える。